# Путешествие Достоевского
Путешествие Достоевского — телевизионный документальный фильм Павла Павликовского о путешествии Дмитрия Достоевского по Западной Европе.

## Сюжет
Дмитрий Достоевский — водитель ленинградского трамвая и праправнук Фёдора Михайловича Достоевского.
Он повторяет путешествие 1862 года своего прадеда.
Его цель — купить подержанный мерседес, но ему приходится встречаться со странными людьми: гуманистами, аристократами, монархистами и так далее.